# Rugby a 15 nel 2002

## Attività internazionale
È l'anno che precede la Coppa del Mondo 2003. 
Tre nazionali dominano la scena: Francia (vincitrice del Sei Nazioni, con il primo Grande Slam nella nuova formula a sei squadre), Nuova Zelanda (vincitrice del Tri Nations) e Inghilterra (capace di battere in 3 settimane Nuova Zelanda, Australia e Sudafrica).
Negli altri tornei continentali, sorprendente vittoria della Corea del Sud in Asia, conferma dell'Argentina in Sudamerica e vittoria della Namibia in Africa.

### Qualificazioni mondiali
È l'anno clou per le qualificazioni mondiali, in cui si assegnano 10 dei 12 posti non assegnati per diritto.
- Europa: Al termine di un lungo processo partito nel 2000, si disputano i gironi finali europei. Si qualificano agevolmente Italia, Romania, Irlanda e Georgia. La Russia si qualifica per ripescaggi, ma verrà squalificata all'inizio del 2003 a favore della Spagna.
- Americhe: Qualificata di diritto l'Argentina, il Cile supera la serie di preliminari ed accede al girone finale dove però è superato da Uruguay, Canada (qualificate) e Stati Uniti (ai ripescaggi)
- Asia: facile qualificazione per il Giappone con la Corea del Sud ai ripescaggi
- Africa: il girone finale corrisponde all'Africa Cup 2002 con sofferta vittoria di misura per la Namibia sulla Tunisia
- Oceania: Figi e Samoa si qualificano direttamente, mentre Tonga, terza classificata nella Poule "A", si gioca la qualificazione ai ripescaggi con la vincente della Poule B, ossia Papua Nuova Guinea.

### Test di metà anno
A metà anno è tradizione che le selezioni di "rugby a 15", europee in particolare, ma non solo, si rechino fuori dall'Europa o nell'emisfero sud per alcuni test. Si disputano però anche molti incontri tra nazionali dello stesso emisfero Sud, che precedono, dal 1996, la disputa del Tri Nations.
Nel 2002 la tradizione non viene meno, malgrado le squadre europee sovente debbano fare i conti con molte assenze.
L'unica squadra europea a portare a casa un successo di qualche valore è l'Inghilterra che supera l'Argentina.

## Test di fine anno
Nel rugby a 15 è tradizione che a fine anno (ottobre-dicembre) si disputi una serie di incontri internazionali che gli europei chiamano "Autumn International" e gli appassionati dell'emisfero sud "Springtime tour". In particolare le nazionali dell'emisfero Sud si recano in tour in Europa.
Si conferma che le uniche tre nazionali in grado di contrastare le tre grandi squadre dell'emisfero sud sono Inghilterra (vincitrice su tutte e tre), Francia (che supera il Sudafrica e pareggia con gli All Blacks) e Irlanda che supera l'Australia.

### Altri test
| Hong Kong 7 febbraio 2002 | Hong Kong | 57 – 8 | Singapore |  |

| 9 febbraio 2002 | Rep. Dominicana | 20 – 10 | Trinidad e Tobago |  |

| Zagabria 27 febbraio 2002 | Zagreb XV | 0 – 74 | Rep. Ceca |  |

| Lubiana 2 marzo 2002 | Slovenia | 29 – 21 | Rep. Ceca |  |

| Tunisi 9 marzo 2002 | Tunisia | 14 – 3 | Polonia |  |

| Harare 19 aprile 2002 | Mashonaland Country Districts | 32 – 24 | Uganda |  |

| 21 aprile 2002 | Zimbabwe Pres. XV | 84 – 10 | Zambia |  |

| Vienna 1º maggio 2002 | Austria | 13 – 58 | Slovenia |  |

| Zenica 5 maggio 2002 | Bosnia ed Erzegovina | 19 – 11 | Israele |  |

| Vancun 18 maggio 2002 | Messico | 0 – 5 | Isole Cayman |  |

| Tarbes 26 agosto 2002 | Tarbes | 15 – 29 | Tunisia XV |  |

- Da segnalare anche il tour in Europa del Canada Under 23.

## La Nazionale Italiana
Si chiude l'era di Brad Johnstone dopo un "Sei Nazioni" con il secondo "whitewash" e il terzo "cucchiaio di legno" consecutivo.

Preceduto da un incontro di preparazione con una selezione di giocatori stranieri del campionato, il terzo Sei Nazioni comincia con una sconfitta (12-33) con la Francia, lanciata alla conquista del primo Grande Slam nella storia del torneo allargato a sei squadre.

Ma è la seconda partita con la Scozia a sancire la fine dell'era Johnstone. Una sconfitta pesante (12-29), con gli Azzurri che non segnano mete dal match con il Sudafrica dell'anno prima. Una partita dominata dagli scozzesi con gli azzurri allo sbando, in rotta con l'allenatore.

Due anni prima l'Italia aveva esordito proprio battendo la Scozia, e la sensazione è di aver perso due anni. Johnstone viene messo in discussione, confermato cerca di estromettere Alessandro Troncon dalla prima squadra. 
Le partite successive saranno senza storia, con gli azzurri che cercano di limitare i danni
 e Johnstone se ne va lasciando dietro di sé un bilancio negativo, con oltre 80 giocatori schierati e solo 5 vittorie, una sola di prestigio contro la Scozia, le altre con Namibia, Uruguay, Romania e Figi.
Si parla di un ritorno del francese Georges Coste o di Pierre Berbizier o Alain Gaillard. , ma alla fine si affida la squadra a John Kirwan, giunto pochi mesi prima come "secondo" di Johnstone e che lancia subito importanti proclami. L'esordio è con un "tour" in Nuova Zelanda. Dopo una vittoria contro una modestissima selezione provinciale (manawato per 37-15), segue una pareggio contro la selezione dei giocatori della seconda divisione della National Provincial Championship (35-35) e una sconfitta pesante contro gli All Blacks (10-64) che spegne le illusioni.
L'opera di Kirwan prosegue con le qualificazioni ai mondiali. Dovrebbe essere una formalità vincere il girone con le modeste Spagna e Romania per qualificarsi nel girone con Nuova Zelanda e Galles e giocarsi con quest'ultima la qualificazione ai quarti.

Invece, dopo la facile vittoria con la Spagna (50-3), si soffre con la Romania. Il rischio è di finire nel "girone impossibile" ai mondiali con Irlanda, Australia e Argentina. Senza molte stelle, Diego Domínguez in primis, contro una squadra che dopo i rovesci dell'anno prima (9-81 con il Galles e 0-134 con l'Inghilterra) è stata affidata al francese Bernard Charreyre, tecnico francese poco famoso, pagato forse un decimo del CT azzurro, si vivono momenti di panico, quando dopo una buona partenza gli azzurri subiscono due mete e si trovano sotto per 14-13. Solo il piede di Gert Peens salverà gli azzurri dalla figuraccia vincendo per 25-17.
Seguono i primi veri test per la squadra di Kirwan, contro Australia ed Argentina. Arrivano le peggiori due sconfitte contro queste squadre con un totale di 9 punti fatti e 70 subiti. Con l'Argentina non c'è partita malgrado il rientro di Diego Domínguez.
Un po' meglio il gioco, con Ramiro Pez al posto dell'infortunato Dominguez, ma non i risultati con l'Australia.
| Roma 16 novembre 2002 | Italia | 6 – 36 | Argentina | Stadio Flaminio |

| Genova 23 novembre 2002 | Italia | 3 – 34 | Australia | Luigi Ferraris |

## I Barbarians
Clou della stagione, per il famoso club a inviti, è il trittico di maggio.
| Northampton 14 maggio 2002 | East Midlands | 35 – 66 | Barbarians |  |

| Londra 26 maggio 2002 | Inghilterra XV | 53 – 29 | Barbarians | Twickenham |

| Cardiff 29 maggio 2002 | Galles XV | 25 – 40 | Barbarians | Millennium Stadium |

| Edimburgo 1º giugno 2002 | Scozia XV | 27 – 47 | Barbarians | Murrayfield |

| Plymouth 12 novembre 2002 | Combined Services | 27 – 26 | Barbarians |  |

## Tornei internazionali
|  | Super 12        | Crusaders        |
|  | Heineken Cup    | Leicester Tigers |
|  | European Shield | Sale Sharks      |
|  | Celtic league   | Leinster         |

## Tornei Nazionali
- Africa:

| Sudafrica | Currie Cup  | Blue Bulls   |
|           | Vodacom Cup | Golden Lions |

- Americhe

| Argentina   | Nacional de Clubes    | Alumni                 |
|             | Interprovinciale      | Buenos Aires           |
|             | Camp. di Buenos Aires | San Isidro             |
| Brasile     | Campionato            | São José (SP)          |
| Canada      | Super League          | Vancouver Crimson Tide |
| Stati Uniti | Superleague           | Aspen                  |

- Europa:

| Irlanda           | All Ireland league      | Sgannon             |
|                   | Interprovinciale        |                     |
| Galles            | WRU Challenge Cup       | Pontypridd RFC      |
| Scozia (bandiera) | Welsh Scottish League   | Llanelli RFC        |
| Inghilterra       | Coppa                   | London Irish        |
|                   | Campionato delle Contee | Gloucestershire     |
|                   | Campionato              | Leicester Tigers    |
| Francia           | Camopionato             | Biarritz            |
|                   | Coupe de Ligue          | La Rochelle         |
| Italia            | Coppa                   | Non disputata       |
|                   | Campionato              | Viadana             |
| Scozia            | Campionato              | Hawick              |
| Georgia           | Campionato              | Datvebi             |
| Portogallo        | Campionato              |                     |
|                   | Coppa                   |                     |
| Romania           | Campionato              | Dinamo Bucarest     |
| Russia            | Campionato              | Yenisey-STM         |
| Spagna            | Coppa                   | UCM Madrid 2012     |
|                   | Campionato              | VRAC Valladolid     |
| Finlandia         | Campionato              | Helsinki Rugby Club |

- Oceania:

| Nuovo Galles del Sud | Shute Shield                     | Eastwood                          |
|                      | Tooheys New Cup                  | Eastwood                          |
| Queensland           | Premier Rugby                    | Canberra                          |
| Australia            | Shield                           | New South Wales Country Cockatoos |
|                      | Interstate                       |                                   |
| Nuova Zelanda        | National Provincial Championship | Auckland                          |